# 毛叶鸡树条
毛叶鸡树条（学名：Viburnum opulus var. calvescens）是五福花科荚蒾属欧洲荚蒾的变种。分布于朝鲜、日本、远东地区以及中国大陆的辽宁、内蒙古、吉林、河北、黑龙江、甘肃等地，生长于海拔1,200米至2,200米的地区，常生于山坡溪谷矮林内、河流附近杂木林中以及林缘，目前尚未由人工引种栽培。